# مقاطعة سارلاهي
مقاطعة سارلاهي هي مدينة من مدن نيبال. يبلغ عدد سكانها 862,470 نسمة وذلك حسب إحصائيات سنة 2021. تبلغ مساحتها 1259 كم².

## أعلام
- يو مانو راي